# 豪雅

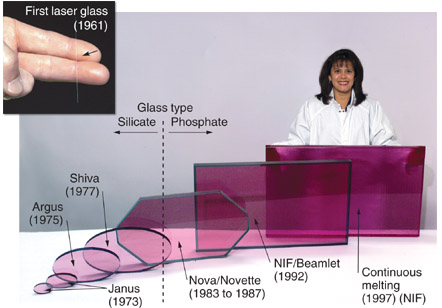
豪雅製造的國家點火設施用雷射玻璃

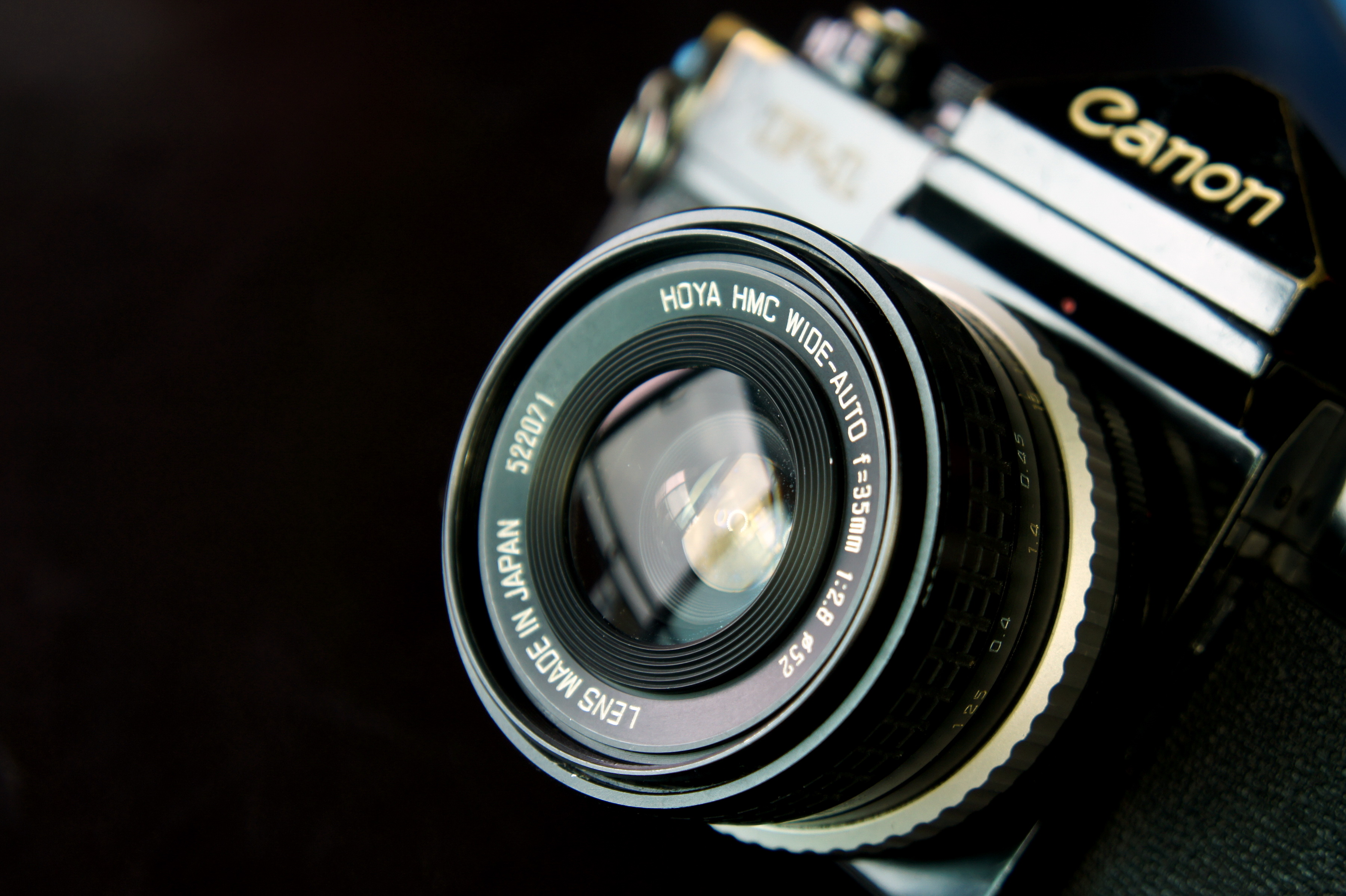
豪雅HMC 35mm（f2.8）定焦鏡

豪雅（日语：／*/?）是源自日本的跨國光學儀器製造商，其名稱來自其創業所在的東京都保谷市（現併入西東京市）。其產品涵蓋光罩等半導體設備、儲存裝置、眼鏡與隱形眼鏡、光学玻璃，乃至資訊系統、ASP等資訊科技服務，同時身為世界透鏡領導生產商之一而知名。

## 历史
公司早於第二次世界大戰時由愛知縣人山中正一、山中茂兩兄弟成立，當時除生產光學玻璃，也生產玻璃餐具、吊燈、水晶等等。
1960年11月，通過併購重組，變成豪雅玻璃有限公司；1961年10月，於東京證券交易所上市。
豪雅是於1962年推出眼鏡鏡片；1967年推出漸進式聚焦眼鏡鏡片；1972年，又開始生產軟性隱形眼鏡。隨著石油危機爆發，豪雅開始重新定位，成為著名眼鏡鏡片生產商。
2006年，豪雅與另一光學儀器大廠賓得士（PENTAX）商討以共組控股公司進行合併，原定在2007年10月1日完成，後來改為豪雅單方面併購賓得士。2011年10月1日，豪雅將賓得旗下的相機業務售予理光。
豪雅供應激光玻璃板予美國勞倫斯·利弗莫爾國家實驗室的國家點火設施，但因此設施被部分人士認為可間接用於核子武器開發，此舉遭到二戰末期曾受原爆的廣島與長崎兩市、以及反核運動者的批評。

## 外部連結
- 官方網站 （页面存档备份，存于）
- （英文） THK Photo Products, Inc. （页面存档备份，存于），豪雅濾鏡美國進口商

Template:玻璃制造商和品牌